# روب كالاواي
روب كالاواي (بالإنجليزية: Rob Callaway)‏ هو لاعب كرة قدم أمريكية أمريكي، ولد في 14 فبراير 1988 في ماونت موريس في الولايات المتحدة.

## وصلات خارجية
- روب كالاواي على موقع مرجع كرة القدم المحترفة.كوم (الإنجليزية)